# Bankinter
O Bankinter (BInter) é um banco espanhol, cotado na Bolsa de Madrid (IBEX 35) desde 1972, e reconhecido no mercado espanhol como uma das entidades financeiras mais solventes e rentáveis.
É uma referência na área da inovação pelo seu elevado desenvolvimento tecnológico e pela qualidade de serviço que presta, acima da média do setor. O Bankinter foi pioneiro na introdução dos sistemas de banca à distância – por telefone, internet ou canal móvel – e aposta fortemente numa estratégia multicanal de aproximação ao cliente.
Foi também o banco espanhol que melhor superou a crise financeira que o país ultrapassou, estando na melhor posição para continuar a crescer. Registou resultados positivos e crescimentos significativos mesmo durante a crise financeira espanhola: no fecho do primeiro semestre de 2015 obteve resultados líquidos de 197,3 milhões de euros, 31,6% acima que no mesmo período de 2014.
O Bankinter é o banco espanhol com menor rácio de morosidade (-4.4%, o que significa três vezes menos que o resto da banca espanhola), resultado de uma gestão de risco prudente ao longo dos anos. Dos bancos cotados em bolsa é o mais solvente, com um rácio de capital CET 1 fully loaded de 11,5%, o que ficou patente nos testes de stress realizados pelo BCE no Outono de 2014.  É o mais rentável dos bancos a operar em Espanha, com um ROE (Return on Equity) de 10,6%. As principais agências de rating, como a Moody’s e a Standard & Poor’s, qualificam as notações de crédito do Bankinter como “investment grade”, ou seja, com baixo risco de incumprimento.
A aposta estratégica em negócios como a banca privada, empresas, seguros e financiamento ao consumo explica o seu crescimento orgânico nos últimos cinco anos.
Em 2015, Pedro Guerrero é o Presidente do Bankinter e María Dolores Dancausa a CEO.

## Em Portugal
Em setembro de 2015, Bankinter adquire o negócio de retalho do Barclays em Portugal por 86 milhões de euros. Em 2017 existem em Portugal 81 agências e teve um lucro líquido de 22,9 milhões de euros. O resultado antes de impostos foi de 31,4 milhões, o que compara com os 10,3 milhões (anualizados) em 2016.